# 四川省 (清朝)
四川省（穆麟德轉寫：sycuwan golo），为清朝的内地十八省的一个省。

## 督抚沿革
1645年，设立陕西三边四川总督，驻西安府，十一月，设湖广四川总督。1649年，设立四川巡抚。1653年，设四川陕西总督。1661年，改为四川总督。1670年，改为四川湖广总督，驻荆州。1674年，专设四川总督。1680年，裁撤四川总督。改陕西总督为川陕总督。1718年，专设四川总督。1721年，再设川陕总督。1731年，专设四川总督。1735年，裁撤四川总督。川陕总督管理四川。1748年，设四川总督兼管巡抚事，四川巡抚裁撤。

## 行政区划
| 四川省行政区划图（1820年） |
| 成都府 龙安府 绵州 茂州 松潘厅 理番厅 懋功厅 重庆府 夔州府 绥定府 太平厅 忠州 酉阳州 石砫厅 保宁府 顺庆府 潼川府 叙州府 资州 泸州 永宁州 宁远府 雅州府 嘉定府 邛州 眉州 |

### 成绵龙茂道
- 成都府
  - 下辖：成都县（附郭）、华阳县（附郭）、双流县、温江县、新都县、金堂县、郫县、新繁县、崇宁县、彭县、灌县、简州、崇庆州、新津县、汉州、什邡县。
- 龙安府
  - 下辖：平武县（附郭）、江油县、石泉县、彰明县。
- 绵州直隶州，1727年分成都府设
  - 下辖：德阳县、安县、绵竹县、梓潼县、罗江县。
- 茂州直隶州，1727年分成都府设
  - 下辖：汶川县。
- 理番直隶厅，1752年，设杂谷直隶厅，1801年改名，原属威州、保县
- 松潘直隶厅，1731年，设松潘厅，属龙安府，1760年，升为直隶厅

### 川东道
- 重庆府
  - 下辖：巴县（附郭）、江津县、长寿县、永川县、荣昌县、綦江县、南川县、合州、涪州、铜梁县、大足县、璧山县、定远县、江北厅（1758年设）。
- 绥定府，1728年从夔州府分设为达州直隶州，1801年，改为绥定府
  - 下辖：达县（附郭）、东乡县、新宁县、渠县、大竹县、太平县、城口厅（1821年设）。
- 太平直隶厅，1801年分达州直隶州设，1821年改为太平县，属绥定府
- 夔州府
  - 下辖：奉节县（附郭）、巫山县、大宁县、云阳县、万县、开县。
- 忠州直隶州，1727年分重庆府设
  - 下辖：酆都县、垫江县、梁山县。
- 酉阳直隶州，1733年，分重庆府设黔彭直隶厅，1736年，改为酉阳直隶州
  - 下辖：秀山县（1735年设）、黔江县、彭水县。
- 石砫直隶厅，1762年分夔州府设

### 川北道
- 保宁府
  - 下辖：阆中县（附郭）、苍溪县、南部县、广元县、昭化县、巴州、通江县、南江县、剑州。
- 顺庆府
  - 下辖：南充县（附郭）、西充县、蓬州、营山县、仪陇县、广安州、邻水县、岳池县。
- 潼川府，1734年，改潼川直隶州设
  - 下辖：三台县（附郭）、射洪县、盐亭县、中江县、遂宁县、蓬溪县、安岳县、乐至县。

### 建昌道
- 宁远府，1669年，设建昌厅，1728年，改为宁远府
  - 下辖：西昌县（附郭）、冕宁县、盐源县、昭觉县（1910年设）、会理州（1690年设）、越嶲厅（1761年设）、盐边厅（1910年设）。
  - 另有由当地黑彝或白彝家支统治的大涼山夷區，清政府或其认证的土司自道光年间后无法实际控制，被外界称为“独立倮倮”[1]。
- 雅州府，1729年，改雅州直隶州设
  - 下辖：雅安县（附郭，1729年设）、名山县、荣经县、芦山县、天全州（1729年设）、清溪县（1729年设）、靖西厅（1890年设）。
- 嘉定府，1734年，改嘉定直隶州设
  - 下辖：乐山县（附郭）、峨眉县、洪雅县、夹江县、犍为县、荣县、威远县。
  - 峨边抚夷厅（1790年设）
- 邛州直隶州
  - 下辖：大邑县、蒲江县。
- 眉州直隶州
  - 下辖：丹棱县、彭山县、青神县。

### 康安道
- 康定府，1733年设打箭炉厅，属于雅州府，1903年，升为直隶厅，1908年改为康定府
  - 下辖：理化厅、河口县、稻成县、瀘定縣、九龍縣、道孚縣、丹巴縣[2]
- 巴安府，1908年设
  - 下辖：三壩厅、盐井县、定乡县。

### 边北道
- 登科府，1910年设
  - 下辖：德化州、白玉州、石渠县、同普县。

### 川南永宁道
- 叙州府
  - 下辖：宜宾县（附郭）、庆符县、富顺县、南溪县、长宁县、高县、筠连县、兴文县、隆昌县、屏山县、珙县、雷波厅（1761年设）、马边厅（1764年设）。
- 泸州直隶州
  - 下辖：纳溪县、合江县、江安县。
- 资州直隶州，1727年分成都府设
  - 下辖：资阳县、内江县、仁寿县、井研县。
- 永宁直隶州，1730年分叙州府升为叙永直隶厅，1908年，改为永宁直隶州
  - 下辖：古蔺县（1687年设永宁县，1908年改名）、古宋县（1908年设）。
- 懋功屯务厅，1776年改大金川为阿尔古厅，改小金川为美诺厅，1779年，阿尔古厅并入美诺厅，1783年，美诺厅改为懋功屯务厅
  - 下辖：懋功屯、抚边屯、章谷屯、崇化屯、绥靖屯。

### 其他
- 马湖府，1727年裁撤，地入叙州府
- 遵义军民府，1728年地入贵州省
- 镇雄军民府，1727年地入云南省
- 东川军民府，1726年地入云南省
- 乌蒙军民府，1727年地入云南省
- 乌撒军民府，1666年地入贵州省
- 昌都府，1911年设
  - 下辖：恩达厅、乍丫县。